# 이즈미 (방호순양함)
이즈미(和泉)는 일본 제국 해군의 방호순양함이다. 함 이름은 오사카부 지역에 존재했던 옛나라 ‘이즈미 국’을 따서 이름 붙여졌다. 1894년 일본에 매각되기 전에 원래는 칠레 해군 소속의 1883년 제작된 세계 최초의 방호순양함 에스메랄다(스페인어: Esmeralda)였다. ‘에스메랄라다’의 ‘에스메’라는 소리가 ‘이즈미’(和泉)라는 소리가 유사하기 때문에 이것을 기반으로 지은 이름이다. 취역을 하는 동안 칠레 편을 들어 ‘1885년 파나마 위기’ 사태에 개입했고, 의화단의 난과 러일 전쟁에 참전했다.

## 개요
에스메렐다는 원래 영국 뉴캐슬의 암스트롱 휘트워스의 해군 건축가 조지 와이트윅 렌델이 칠레 해군을 위해 맞춤 제작되어 개발되었으며, 그의 후임자인 윌리엄 헨리 화이트가 완성했다. 엘즈위크의 429번 조선소에 할당하여, 1881년 4월 5일 기공되었으며, 1883년 6월 6일 진수를 했고, 1884년 7월 15일에 완공되었다. 속도 시험을 거치는 동안 18.29노트(33.87 km)를 기록했으며, 그것은 그 당시 세계에서 가장 빠른 속도였다.
청일 전쟁에 따른 전력 증강을 위해 일본 해군이 1894년에 구입했다. 이것은 전문가들 사이에 돌풍을 불러일어켰으며, 뉴스를 통해 웨일즈의 왕자 웨일스 공(이후 에드워드 7세)이 1884년 8월 22일 이 배를 방문하게 했다. 에스메랄다는 1894년까지 칠레 해군에서 약 10년간을 취역하였다. 이후 청일 전쟁으로 인한 일본의 긴급 함대 편성 프로그램으로 인해 1894년 11월 15일 일본에 매각되었다.
1895년 1월 8일 함적에 편입하여 ‘이즈미’(和泉)라고 명명하고, 2월 5일, 요코스카에 도착하여 인수를 받았으며, 이어 청나라 진저우(金州, 지금의 다롄) 경계 임무에 투입되었다.
1898년 3월부터 이듬해에 걸쳐 요코스카 해군 공창에서 주관을 환장했다. 1898년 3월 21일, 삼등함으로 분류되었다. 청나라에서 의화단 운동이 발발하자 샤먼 경계에 투입되었다.
1901년부터 이듬해에 걸쳐 요코스카 해군 공창에서 주포인 암스트롱 구경 25.4cm 단장포 2기를, 암스트롱 45구경 15.2cm 단장속사포 2개로 환장했다. 동시에 부포인 암스트롱 40구경 15.2cm 단장포 6기를, 암스트롱 40구경 12cm 단장속사포 6개로 바꾸었다. 또한 어뢰를 35.6cm에서 45.7cm로 환장했다. 파이팅 톱(군용 돛대의 속사포를 앉히는 공간)도 철거되었다.
러일 전쟁 때에는 여순 공략 작전, 쓰시마 해협 경비, 쓰시마 해전, 사할린 작전 등에 참가했다. 쓰시마 해전에서 1905년 5월 27일 오전 6시경에 가장순양함 시나노 마루에서 발틱 함대에 근접 관찰 임무를 물려받았다. 1912년 4월 1일에 퇴역하여, 이듬해 1월 13일에 판매, 1월 15일에 인도되어 나가사키에서 해체되었다.
이즈미의 뱃머리에 붙어 있던 국화 문장은 현재 기념함 미카사 내에 전시되어 있다.

## 엘스위크 순양함
이즈미는 이른바 ‘엘스위크 순양함’의 원형이다. 이것은 에스메랄다가 암스트롱 사의 엘스위크 조선소에서 건조된 것에 유래하는 호칭이지만, 이즈미함과 같은 형식의 설계로 만들어진 보호 순양함은 다른 조선소에서 건조되었어도 엘스위크 순양함이라는 속칭으로 불린다.

### 일본의 엘스위크 순양함
- 이즈미
- 나니와형 방호순양함 (浪速型防護巡洋艦)
- 요시노형 방호순양함 (吉野型防護巡洋艦)
- 가사기형 방호순양함 (笠置型防護巡洋艦)
- 아키쓰시마 (秋津洲)
- 스마형 방호순양함 (須磨型防護巡洋艦)
- 니타카형 방호순양함 (須磨型防護巡洋艦)
- 오토와 (音羽)